# Ца-йиг
Ца-йиг (тиб: བཅའ་ཡིག་, Wylie: bca' yig) — это любой монастырский устав или кодекс нравственной дисциплины, основанный на своде тибетских буддийских заповедей. У каждого тибетского монастыря и обители был свой Ца-йиг, и разнообразие в содержании Ца-йиг показывает некоторую степень автономии и внутренней независимости монастырей.
В Бутане Ца-йиг Ченмо (Дзонг-кэ: བཅའ་ཡིག་ཆེན་མོ་; Вайли: bca' yig chen-mo; «конституция, свод законов») это правовой кодекс, принятый основателем Шабдрунгом Нгавангом Намгьялом около 1629 года. Прежде чем Шабдрунг принял Ча Йиг в качестве национального правового кодекса, он установил этот кодекс в качестве закона монастырей Ралунг и Чагри-гомпа в 1620 году.
Кодекс описывал духовный и гражданский режим и содержал законы для государственного управления, а также для социального и морального поведения. Обязанности и добродетели, присущие буддийскому религиозному закону (Дхарме), играли большую роль в юридическом кодексе, который оставался в силе до 1960-х годов.

## Монашеские уставы
Ца-йиг, как монастырские уставы или предписания, подчеркивают организационную структуру и литургический календарь. Считаясь особым видом буддийской литературы, эти кодексы тесно связаны с общими правилами Винаи, касающимися индивидуальной морали и поведения, но отделены от них. Хотя они имеют некоторые общие элементы основной структуры, отдельные кодексы Ца-йиг значительно отличаются по объёму и содержанию, так что ни один из них нельзя назвать типовым. Эти вариации указывают на определённую степень монастырской автономии и внутренней независимости.
Например, в одном из Ца-йиг содержались законы о запрете охоты для монахов, а также о регулировании охоты среди мирян. В Ца-йиг одного монастыря Гелугпа говорится: «Когда появляются странствующие охотники на дичь, их следует наказать, собрав их оружие в храме покровителя, и, кроме того, ещё раз увещевать соблюдать закон».
Ца-йиг не ограничивается тибетским буддизмом общего направления, он применялся и в монастырях религии Бон. Например, в 1902 году законы Ца-йиг были записаны на широком листе бумаги дафни и вывешены на видном месте в тибетском монастыре Бонпо. Согласно Ца-йиг, если рукоположенный монах был уличен в нарушении правил, особенно тех, которые касались целомудрия, он должен был быть немедленно наказан и изгнан из монастыря. Однако такие наказания заменялись штрафами, например, выплатой денег ламе, который его рукоположил, и предоставлением развлечений и подарков для других монастырских властей и членов общины.

## Ца-йиг в Бутане
Ца-йиг занимал особое положение в Бутане как основной правовой кодекс страны с момента его основания в 1629 году и до становления современной бутанской монархии, пока не был де-юре отменен в 1965 году. За это время социальный и моральный кодекс Шабдрунга Нгаванга Намгьяла эволюционировал в свод нормативно-правовых актов объединённого Королевства Бутан. Многие основные положения бутанского Ца-йиг сохранились в современных правовых кодексах, включая Конституцию страны.

### Ранний Бутан

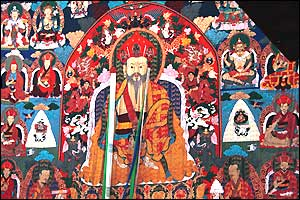
Шабдрунг Нгаванг Намгьял установил Ца-йиг и Чо-сид-ньи (двойную систему) в Бутане.

В Ца-йиг Шабдрунга Нгаванга Намгьяла изложена дуальная система управления Бутана, представляющая собой синтез духовной и мирской власти. Центральным элементом системы был дух совершенного бескорыстия в отношении атрибутов власти. Ца-йиг регулировал поведение и отношения между дебами (королями), священством и райятами (крестьянами). Говорили, что духовные законы напоминают шелковый узел, известный как «Чхо-Тхрим Дарги Дудпху», легкий и легкий вначале, но постепенно становящийся все туже и туже; мирские и монархические законы напоминали золотое ярмо, известное как «Гьял-Тхрим Серги Ньяшинг», становящееся все тяжелее и тяжелее. Оба символа изображены на гербе современного Королевского суда.
Ца-йиг содержал запреты на «десять нечестивых поступков». В число запретов входило убийство — преступление, наказываемое выплатой «кровавых-денег». Грабеж и кража церковного или монастырского имущества компенсировались возмещением ущерба или выплатой компенсации. Ца-Йиг предусматривал восьмидесятикратное возмещение ущерба в случае кражи имущества короля и восьмикратное возмещение ущерба в случае кражи среди подданных. Прелюбодеяние также наказывалось штрафом. Ложь наказывалась преданием преступника смерти в храме, а также призывом божеств-покровителей и богов.
Ца-йиг также содержал обязанности, называемые «шестнадцатью актами общественного благочестия». Все должны были относиться к родителям с сыновьей почтительностью и привязанностью, а к старшим — с почтением. Все должны были с благодарностью принимать любые добрые дела, сделанные другими по отношению к ним. Кроме того, они должны были избегать нечестности и использования ложных мер. Такова суть «шестнадцати актов общественного благочестия» Ца-йиг.

### Современный Бутан

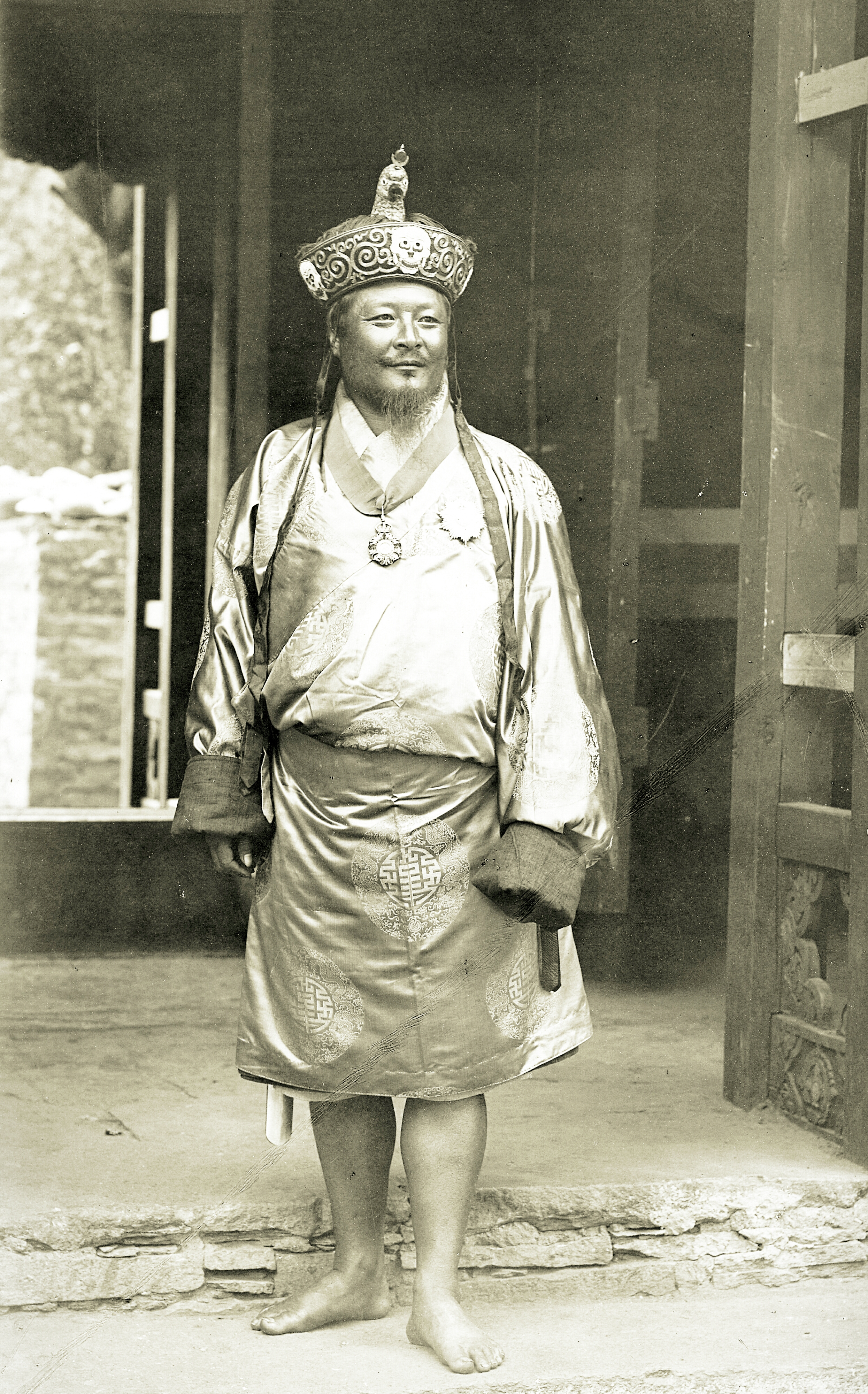
Пенлоп (правитель) Угьен Вангчук консолидировал власть как Друк Гьялпо (наследственный монарх) и Друк Деси в Бутане и значительно пересмотрел Ца-йиг.

В 1907 году Угьен Вангчук, Пенлоп (управитель) Тронгса, укрепил власть в качестве наследственного монарха Бутана и наследника должности Друк Деси в рамках дуальной системы управления. Вскоре после восшествия на престол и вступления в должность король счел необходимым внести ряд изменений в существующий Ца-йиг, ссылаясь на «опасную распущенность», которая «проникла во все отрасли правосудия». Ламы были замечены в нарушении клятвы и других священнических обычаев. Между тем, коррупция в правительстве и неадекватность правоохранительных органов привели к потере веры населения в своих правителей.
Поэтому король ввел в Ца-йиг новые правила, которые он обосновал с позиции буддийских заповедей. Прежде всего, король издал законы о сборе налогов и подотчетности сборщиков перед королем, запретил объединение владений раиятов (крестьян), аннулировав задним числом такие предыдущие объединения, и предусмотрел передачу имущества лам после смерти или выхода на пенсию, чтобы сократить их число и власть. Также были уточнены правила поведения в дзонгах. Важным институтом оставалось налогообложение в форме трудовой повинности.
Реформы короля Угьена Вангчука запретили продажу и покупку рабов и ограничили использование кули государственными служащими только теми случаями, когда этого требовало здоровье служащего. В остальном институт рабства в Бутане оставался нетронутым: рабы, пытавшиеся бежать, подлежали задержанию, а тот, кто укрывал беглого раба, должен был «исправить положение раба». Однако если кто-то возвращал сбежавшего раба, владелец был обязан по закону выплатить ему компенсацию за потраченное время и усилия.
Те, кто укрывал воров, должны были понести такое же наказание, как и сами преступники. Тот, кто неправомерно угрожал или пытался ударить другого мечом, подлежал штрафу за удар мечом. Тот, кто совершил убийство, но не скрылся с места преступления, должен был быть наказан «привязан к трупу убитого, которого он убил», тогда как скрывшийся мог быть убит в любом месте и в любое время, где бы его ни поймали. Дети убитого должны были быть изгнаны из дома, что являлось своего рода статусным преступлением. Исключения из запрета на убийство были уточнены и включали самооборону, оправдывая жертв воров и грабителей, которые побеждали и убивали нападавших. Те, кто убивал известных воров или врагов во время войны, должны были быть вознаграждены. Неповиновение и коррупция в правительстве, а также подделка правительственных писем должны были наказываться ослеплением или обезглавливанием.
Реформы короля сопровождаются погребальными и другими религиозными правилами. Также был введен запрет на «самую грязную и вредную траву, называемую табаком».

### Кодификация и отмена
Внук Угьена, король Джигме Дорджи Вангчук, провел дальнейшую реформу Ца-йиг в рамках своей более широкой программы модернизации. Он начал открывать Бутан для внешнего мира и сделал первые шаги к демократизации Бутана. Вступив на престол в 1952 году, Джигме Дорджи Вангчук положил конец феодализму и рабству и освободил всех оставшихся крепостных.
Ца-йиг был пересмотрен в 1957 году и заменен новым кодексом в 1965 году. Однако кодекс 1965 года сохранил большую часть духа и сути кодекса XVII века. Семейные вопросы, такие как брак, развод и усыновление, обычно решались путем обращения к буддийскому или индуистскому религиозному праву. В современном Бутане главы деревень часто рассматривали мелкие дела, а крупные преступления решали чиновники Дунгхага (района). Хотя уголовные кодексы Бутана по-прежнему основаны на принципах Ца-йиг, Конституция Бутана 2008 года фактически отменяет прямую политическую власть лам, смертную казнь и изгнание. Однако современная Конституция сохраняет наборы обязанностей и запретов в форме двуединства, аналогичного первоначальному Ца-йигу.